# Хиспанија
Хиспанија (лат. Hispania) је име које су Римљани дали Иберијском полуострву. Римско освајање је потрајало пуна два века и били је испуњено крвавим биткама и суровим епизодама као и жилавим отпором аутохтоног становништва, са неким примерима херојства као што је Нуманcија, који ће остати упамћени у историји и опевани од стране самих Римљана. Међутим, кад су Римљани коначно успели да потчине непокорне становнике Хиспаније, процес романизације се овијао мање више без проблема, јер колико је Рим допринео развоју Хиспаније, исто толико је и сама Хиспанија допринела Риму својим природним богатствима и људима. Римска владавина ће оставити неизбрисив траг, како у култури тако и у обичајима, а посебно језику будућих држава које ће се појавити на Иберијском полуострву.

## Хиспанија. Име и етимологија
Термин Хиспанија долази из латинског, а термин Иберија је искључиво грчког порекла. Термини шпански, иберијски и хиспански не треба мешати, нити користити наизменично један уместо другог, јер сваки од та три термина носи са собом и различите конотације одређеног времена и простора у историји. У текстовима који су се сачували из доба римске владавине искључиво се употребљава термин Хиспанија (први пут поменута око 200. п. н. е. у текстовима песника Квинта Енија), док у грчким текстовима се увек користи термин Иберија.
Поуздано се зна да су Феничани и Картагињани звали полуострво Спан или Спанија (Span или Spania), у значењу „скривено, тајно“, што би значило „сакривена, далека земља“. Постоји друга верзија порекла овог имена, а то је да долази од феничанског термина I-shphanim, што буквално значи од мрмота (shphanim је множина од shaphán мрмоти — лат: Hyrax syriacus), како су Феничани назвали зеца, животињу која је њима била непозната, и коју су нашли на полуострву у изобиљу. Друга верзија ове исте етимологије би била Hi-shphanim, Острво зечева (то јест, мрмота).
С друге стране, зец није била једина животиња која је привлачила пажњу по својој бројности. Грци су називали ово полуострво Офиоуса (Ophioússa), што значи Земља змија, коју су заменили речју Иберија, јер су ту реч често чули од староседелаца. У принципу, та реч се односи на неки географски појам, али не може се са сигурношћу тврдити да се конкретно односи на реку Ебро, јер се та реч чула на целој територији данашње Андалузије. Неки лингвисти сматрају да је та реч једноставно значила „река“, међутим, ништа се не може тврдити са сигурношћу, јер конкретних доказа нема.

## Иберија
У античко доба знало се за постојање територије у западном делу Медитерана чије су земље биле богате рудама и воде рибом. Ни Грци ни Феничани нису покушавали да је освоје; ограничили су се на успостављање трговинских односа.
На Иберијском полуострву није постојало политичко јединство. Постојало је мноштво племена која нису признавала никакав ауторитет ван граница своје територије. Неки аутори броје око стотину различитих племена на целој територији полуострва, и свако од тих племена је имало сопствену политичку структуру. Мало се зна о овим народима јер су информације у наративним изворима фрагментарне и штуре. У грубим цртама, подела би могла ићи на Ибере који су насељавали медитеранску обалу и јужни део Атлантске обале. Порекло Ибера је нејасно али се верује да би могли да буду аутохтоно становништво полуострва. Око 1000. п. н. е. придружили су им се Келти, који су се настанили у северном и западном делу полуострва. Између њих, у унутрашњости полуострва, налазила су се племена која су била мешавине ова два народа, и називали су се Келтиберима.
Након Првог пунског рата 241. п. н. е., Картагина је морала да се повуче са Сицилије и Сардиније. У потрази за новим територијама и ресурсима, брзо их је нашла с друге стране Гибралтара — на Иберијском полуострву. Иберија постаје кључна тачка брзог економског и војног опоравка Картагине након пораза.

## Римска инвазија
Била су потребна два пуна века како би се покорили и победили становници Иберије који су пружали невероватно жилав отпор римском освајачу. Тих две стотине година карактеришу се непрекидним борбама, ратовима и побунама које су иза себе оставиле многобројне жртве, херојске епизоде и успомене на важне актере догађаја.

#### Рат са Картагином
Након Првог пунског рата (264. п. н. е.—241. п. н. е.), Картагина и Рим су поделили Иберијско полуострво на зоне утицаја чија је граница била река Ибер. Спор је настао око града Сагунта (лат. Sagunt), који је био римски савезник. Картагина је напала Сагунт, бранећи интересе једне политичке фракције у том граду. Рим се позвао на договор и захтевао повлачење картагинских трупа.
Данас се са сигурношћу не зна која је данашња река одговарала реци Ибер. Највероватније да је то била река Ебро (шп. Ebro), и у том случају, Сагунт се налазио дубоко у територији утицаја Картагине, међутим, такође постоје индиције да се ради о реци Хукар (шп. Júcar), и у том случају, Сагунт је био на територији римског утицаја. Било како било, Рим није притекао у помоћ Сагунту, и дозволио је да Ханибал опустоши овај град, како би касније то могао да искористи као изговор за почетак Другог пунског рата.
У току рата срећа је у почетку била на страни Картагињана, међутим, долазак Сципиона Африканца у Хиспанију 210. п. н. е. доноси преокрет. Сципион Африканац је био један од најсјајнијих војсковођа у римској историји. Међутим, своју славу није заснивао само на својој вештини војевања, него и на таленту за дипломатију. Склапао је савезе са месним племенима што је вишеструко помогло римским снагама. Иберијска племена су као савезници и најамници представљали појачање за римску војску, а својим познавањем терена су допринели борби са Картагињанима. У својој жељи да се ослободе Картагињана, хиспанска племена су прешла на страну Римљана. Други пунски рат се завршио убедљивом победом Рима након 16 година ратовања.

#### Келтиберски ратови

##### Први окршаји
Иако су се локална племена првобитно масовно придружила Римљанима, убрзо је спласнуло почетно одушевљење јер су схватили да се нису ослободили господара, него само једног заменили другим. Крајем 3. века п. н. е. створен је племенски савез келтиберских племена која је дигла буну против Римљана. Савез је могао да рачуна у сваком тренутку на око 30.000 пешака и 4.000 коњаника. До сукоба са римским легијама проконзула Луција Лентула и Луција Манлија Ацидита је дошло у околини данашње Сарагосе у ком су Келтибери били потучени до ногу, а сама племена су претрпела крваву одмазду.
Рим је био решен да не напушта Хиспанију. Римљани су били свесни великих рудних и природних богатства полуострва. Почетком 2. века п. н. е. сенат је поделио полуострво на две провинције — Хиспанију Цитериор и Хиспанију Ултериор. Међутим, како није било једног владара кога је требало потчинити, Рим је био приморан да покорава једно по једно племе, што је било веома тешко, с обзиром да сваки пут кад би се учинило да ситуација коначно под контролом, избила би нова буна што би ситуацију враћало неколико корака уназад.
Многи римски аристократи су били послати у Хиспанију не би ли нашли начина да покоре келтиберска племена. Међу многима, вреди истаћи два — Марко Порције Катон Старији и Тиберије Семпроније Грах Старији.
Када је Катон стигао у Хиспанију (195. п. н. е.) цела Хиспанија Цитериор је била побуњена, док је под контролом римских легија било само неколико градова. Катон је предузео одлучну борбу против побуњених племена, и ускоро их је савладао и сурово казнио. Плен који је однео у Рим, импресионирао је његове суграђане — 25.000 фунти сребра и 1.400 фунти злата, отето од иберских племена у борбама.
Тиберије Семпроније Грах је такође био одлучан војсковођа, међутим, поред ратничких, користио је и своје дипломатске вештине. Такође је био послат да угуши један од устанака, међутим, успео је да вештим преговарањем постигне споразуме са већином келтиберских племена и тиме пацификује скоро целокупну територију провинција.

##### Рат (154. п. н. е.—93. п. н. е.)
Лузитанија (лат. Lusitania; данашњи јужни део Португалије до реке Дуеро, део Аутономне заједнице Шпаније Кастиље и Леона и цела Екстремадура) је била област која се највише и најжилавије одупирала Римљанима. Око 155. п. н. е. Лузитански вођа Пуник је почео са упадима на део територије Лузитаније која је била под римском доминацијом, и на тај начин прекинуо мир који је трајао више од 20 година који је склопио Тиберије Семпроније Грах Старији.
Келтиберски ратови представљају крваву епизоду у историји римских освајања Хиспаније. Иако су у почетку келтиберска племена односила победу за победом, ипак су на крају морала да се покоре Риму. Рим је водио беспоштедну борбу у којој није бирао средства. Луције Луциније Лукул се истицао својом суровошћу и бескрупулозношћу. Између 151. п. н. е. и 152. п. н. е. у опсади града Кауке, дошло је до преговора о предаји. Кад су становници града отворили градске капије, Лукул је наредио да се сви побију. Процењује се да је у том покољу живот изгубило око 30.000 особа. Претор Галба је 150. п. н. е. понудио преговоре Лузитанцима захтевајући да ови претходно спусте оружје на земљу. Када су ови то и учинили, наредио је јуриш у коме су ретки преживели. Један од њих је био и Виријат, пастир који је 147. п. н. е. подигао нови устанак против римских легија и водио веома успешан герилски рат у коме Римљани нису могли да победе. На крају су морали да прибегну лукавству — поткупили су тројицу Виријатових великодостојника који су га на крају 139. п. н. е. на превару убили.
Након смрти Виријата, нестаје и последњи траг организованог отпора Лузитанаца. Римљани све више освајају територију Лузитаније о чему сведочи и Табла из Алкантаре (лат. Tabula Alcantarensis) из 104. п. н. е.

##### Опсада и уништење Нумансије
Нумансија (лат. Numantia; шп. Numancia) је постала симбол отпора освајачу у шпанској историји по свом стоичком отпору приликом опсаде града 133. п. н. е.
Почетком 2. века п. н. е, Нумансија је била главни град келтиберског племена Аревака. Налазила се у центру Хиспаније и бројала је око 30.000 становника. Од самог почетка непријатељстава, Нумансија је била на мети Римљана. Пошто су претрпели пораз 153. п. н. е., Римљани су први пут спровели опсаду Нумансије. Опсаде ће се периодично понављати, међутим, Римљани неће имати много успеха, све док 134. п. н. е. сенат није послао Сципиона Емилијана (усвојеног унука Сципиона Африканца), да по ко зна који пут покуша да освоји непокорну Нумансију. Сципион је опколио је град, надајући се да ће глад натерати Нумантинце на предају. Међутим, Нумантинцима је била дража смрт него предаја и ропство. Када су Римљани ушли у град, суочили су се са стравичним призором — Нумантинци су извршили масовно самоубиство. Сципион је једва успео да сакупи неких педесетак преживелих од којих је неколико одвео у Рим да би приказао своју победу. Преостали су продати у робље.
Херојство Нумантинаца је између осталих, опевао и Сервантес у једној од својих класичних трагедија, Опсада Нумансије (шп. El cerco de Numancia).
Крајем 1. века п. н. е., ратови између келтиберских племена и римских легија су завршени.

#### Грађански ратови
Након завршетка келтиберских ратова, Хиспанија постаје поприште још једног сукоба — овог пута се ради о међусобним борбама самих Римљана.
Године 83. п. н. е. у Хиспанију стиже као намесник Квинт Серторије, који је у то време већ две године био на листи за проскрипције диктатора Суле. Дигао се на оружје против диктатора и после првог пораза побегао је у Мавретанију где је стекао искуство у герилској борби. Затим је прихватио понуду Лузитанаца да се стави на чело Лузитанских снага и да дигне нови устанак. Убрзо је контролисао практично целу територију полуострва. Успоставио је независан систем владавине са седиштем у Уески (лат. Osca) и владао полуострвом све док сенат није послао Помпеја. Сукоби су трајали између 76. п. н. е. и 71. п. н. е. Серторије је завршио слично Виријату — убили су га његови људи у Уески.
Протагонисти следећег сукоба била су два најдаровитија генерала и најутицајнија политичара Републике: Јулије Цезар и Помпеј. На тлу Хиспаније вођене су две велике битке у сукобу између Цезара и Помпеја: битка код Илерде (30. март 49. п. н. е.), јужно од данашње Лериде, и битка код Мунде (17. март 45. п. н. е.). Место битке је неодређено: десила се вероватно недалеко од града Осуне или Монтиље у шпанској покрајини Севиља. У бици код Мунде помпејевци су тешко поражени и рачуна се да су губици били 30.000 људи на Помпејевој страни и 1.500 на Цезаровој. У истој бици, погинуо је и Помпејев старији син и имењак. Након те Мунде Цезар је наставио са пацификацијом Хиспаније и затирањем и последњег трага подршке Помпеју.

#### Кантабријски ратови и крај освајања
У току владавине првог римског цара Октавијана Августа (27. п. н. е. — 19. н. е.) Рим је био принуђен да води сурову борбу против кантабријских и астурских племена, ратничких народа у Хиспанији који се упорно опирао римској окупацији, и који су се налазили на северу данашње Шпаније, мање више на територијама данашњих аутономних заједница Кантабрије, Астурије и покрајина Леона, Оренсе и Луго. Сам цар је лично учествовао у овом рату који је трајао десет дугих година (29. п. н. е. — 19. п. н. е.). Његов водећи војсковођа, Агрипа, привео је непријатељства крају након крваве битке у којој су погинули скоро сви Кантабри способни да носе оружје. Сам Рим је заузео сурову политику према овим племенима која је на крају довела до практичног гашења прероманске културе на Иберијском полуострву.
Са завршетком Кантабријског рата, окончано је римско освајање Иберијског полуострва и започиње један дуг период политичке и економске стабилности на територији Хиспаније.

### Римска управа
Током прве фазе римске управе, полуострво је било подељене у два дела из административних разлога. Део ближи Риму је добио име Хиспанија Цитериор, а даљи Хиспанија Ултериор. Године 27. п. н. е. Марко Випсаније Агрипа је поделио Хиспанију у три дела, тако што је поделио Хиспанију Ултериор у Бетику (углавном подручје данашње Андалузије) и Лузитанију (која је укључивала Галицију и Астурију) и прикључио Кантабрију и област насељену Баскима Хиспанији Цитериор.
Цар Октавијан Август је исте године направио нову поделу на:
- провинцију Хиспанију Ултериор Бетика, чије је административно средиште била Кордуба (данашња Кордоба). Она је обухватала област мало већу од данашње Андалузије (пошто су данашња Алмерија и велики део данашње Гранаде и Хаена изостављени) и данашњу провинцију Бадахоз. Река Анас је била граница између Бетике и Лузитаније.
- провинцију Хиспанију Ултериор Лузитанију, чије је административно средиште била Емерита Августа (данашња Мерида), без Галиције и Астурије.
- провинцију Хиспанију Цитериор. чији је средиште био Таракон (данашња Тарагона). Касније је ова провинција постала постата просто као Тараконенсис, а чинили су је данашња Галиција, северни део Португала и Астурија.

У трећем веку цар Каракала је направио нову административну поделу која је трајала кратко. Он је поделио Тараконенсис у два дела, направивши нове провинције Хиспанија Нова Цитериор и Астурија-Галеција. Године 238. поново је успостављена ујдедињена провинција Тараконенсис.
Са почетком тетрархије 293., нова Хиспанска дијецеза је постала једна од четири дијацезе преторијанске префектуре Галије (коју су чиниле још и Галија, Германија и Британија). Ова дијецеза, чије је административно средиште била Емерита Августа, је обухватала 5 провинција на Иберијском полуострву (Бетика, Галеција, Лузитанија, Картагиниенсис и Тараконенсис), Инсуле Балеарес и северноафричку провинцију Мавретанију Тингитану.
Хришћанство је у Хиспанију стигло у 1. веку и раширило се у градовима у 2. веку, док је на селу имало мало успеха све до краја 4. века када је хришћанство постала званична религија Римског царства. Неке јеретичке секте су настале у Хиспанији, од којих је најзначајнија присцилијанизам, али су ипак месни бискупи остали потчињени папи. Бискупи који су званично имали и световни и духовни статус при крају постојања Римског царства су наставили да врше своју дужност и када је грађанска власт нестала у 5. веку. Веће бискупа је постао важан инструмент стабилности током доласка Визигота.

### Варварски напади
Политичка криза у Римском царству је доживела врхунац почетком 5. века, када се Константин III самопрогласио за цара Западног римског царства и узурпирао престо цару Хонорију. Константин је послао војсковођу Геронтија да освоји Хиспанију, што је он и учинио. Међутим, сада је Геронтије пожелео власт над Хиспанијом за себе, па је 409. године допустио Вандалима, Свевима и Аланима да уђу у Хиспанију у замену за војну подршку.
Свеви и Вандали Хаздинзи су се населили у северозападном делу провинције, у Галецији, Алани населили Лузитанију и западни део Картагинијенсиса, док су Вандали Силинзи се населили у Бетици. Визиготи су стигли у Хиспанију 415. године јер су били приморани да се повуку из Галије пред Флавијем Констанцијем. Визиготи су избацили Вандале из Барсина. Визиготски краљ Валија је склопио мир са Римљанима, уз услов да Визиготи истерају избаце све Алане и Вандале из Хиспаније, а заузврат би добили територију на којој би могли да се настане. Визиготи су до 418. потиснули Свеве и Хаздинге у планине северозапдног дела Иберијског полуострва, али је Констанције је наредио Визиготима да се врате у Галију. После повлачења Визигота, избио је сукоб између Свева и Вандала, што је проузроковало поновни долазак римских трупа. Римљани нису имали успеха у сукобима са варварима, па су се повукли 422. године. Вандали су око 429. године прешли у север Африке, што је пружило прилику Риму да поврати готово све територије у Хиспанији осим Галеције, која је остала у поседу Свева.
После римско-визиготске победе у бици на Каталаунским пољима над Хунима 451. године, Рим је послао Визиготе под вођством Теодориха II на Иберијско полуострво да сузбију варваре, што су они и учинили.

## Романизација полуострва
У војном смислу, процес романизације је почео још од победе над Картагињанима у Другом пунском рату, на медитеранској обали и у долинама Ебра и Гвадалкивира, и проширио се до Лузитанских територија и преко трагичне опсаде Нумансије у 2. веку п. н. е. стигао до канатабријских висова са победом Августа крајем 1. века п. н. е. Што се цивилизацијског аспекта тиче, процес романизације је одиграо одлучујућу улогу у пацификацији полуострва који је помагао сам цар Октавијан Август као и демилитаризација полуострва 68. године нове ере што је био доказ о тесној вези постигнутој између метрополе и провинције, у којој је остала само једна легија од тада па до краја римске владавине на полуострву средином 5. века. Ипак и та једна легија, Легија VII Гемина (лат. Legio VII Gemina), била је довољна да омогући краткотрајан успон месног намесника Галбе на царски престо 68. године (види Година четири цара).
Један од најважнијих момената у процесу романизације Хиспаније је био када је цар Веспазијан доделио римско грађанско право хиспанским градовима 74. године, и на тај начин им омогућио да добију статус римских општина. Та чињеница је такође омогућила касније Трајану и његовом наследнику Хадријану рођенима у Италики (лат. Italica; данас Сантипонсе у провинцији Севиља, Шпанија) да постану римски цареви.
Међутим, процес романизације Хиспаније није био уједначен на целој територији. Био је условљен географским одликама терена, степеном повезаности и удаљености од метрополе, као и степеном ратоборности освојених племена и стратешком и економском важностшћу одређеног дела територије за саме Римљане. Тако су на пример иберска племена медитеранске обале, данашње Каталоније, Валенсије, Мурсије и Андалузије, куда су већ прошли Феничани, Грци и Картагињани, били подложнији римским утицајима и пре су се прилагодили и прихватили римски начин живота. Римски утицај је био слабији у централном делу данашње Шпаније и Португалије где су се налазили Келтибери и Лузитанци. Племена са севера, као Астури и Кантабри, пружали су велики отпор римском утицају и готово ништа од римског начина живота нису прихватили, док су Васкони (данашњи Баски), били потпуно ван било каквог римског утицаја, што због природне територијалне изолованости, што због потпуног одсуства интересовања Римљана за те области.
Процесом романизације, највећи део становништва Хиспаније претворен је Хиспаноромане, који су говорили латинским језиком и живели по римским обичајима и законима, али су у исто време, како у језичком тако и у културном смислу, развили разне локалне особености.

### Територијална подела
Прва подела 197. п. н. е.
- — Хиспанија Цитериор
- — Хиспанија Ултериор

Августова подела 27. п. н. е.
- — Бетика
- — Лузитанија
- — Тараконенсис

Каракалина подела 216. г. н. е.
- — Бетика
- — Лузитанија
- — Тараконенсис
- — Галеција

Диоклецијанова подела из 285. године н. е.
- — Бетика
- — Лузитанија
- — Тараконенсис
- — Галеција
- — Картагиниенсис (лат. Carthaginiensis)

Нешто касније, Диоклецијан ствара још две покрајине:
- — Инсуле Балеарес (лат. Insulae Baleares)
- — Мавретанија Тингитана (лат. Mauretania Tingitana)

### Градови, институције и инфраструктура
Римски начин живота се заснива на урбаним језгрима, тако да су се Римљани од самог доласка на Иберијско полуострво насељавали или у већ постојећим већим урбаним целинама или су оснивали нове градове. Римски цивитас (лат. civitas), по угледу на метрополу, Рим, имао је сенат који је управљао градом следећи специфичне градске законе. Живот у граду је био добро организован, и представљао је трговачки и пословни центар у коме се концентрисало становништво. На овај начин, градови у Хиспанији су постали главна покретачка снага романизације.
Нови градови су се у почетку оснивали како би имали где да се сместе рањени легионари у освајачким ратовима или као награда за ветеране којима се додељивало парче земље на крају војне каријере. Временом, како је територија све више пацификована, градови су се оснивали како би се удомили државни службеници послати из Рима као и досељеници из Италије који су се углавном насељавали у долинама река Ебра и Гвадалкивира, привучени природним изобиљем и богатствима Хиспаније.
Неки од градова које су основали Римљани:
- Таракон (лат. Tarraco) — данашња Тарагона (шп. Tarragona), основана 218. п. н. е.
- Италика (лат. Italica) — налазио се у данашњој области Сантипонсе у провинцији Севиља (Андалузија, Шпанија), основана око 206. п. н. е.
- Емерита Августа (лат. Emerita Augusta) — данашња Мерида (шп. Mérida), основана 25. п. н. е.

Изградња инфраструктуре одиграла је веома важну улогу у романизацији Хиспаније. Путеви, мостови, водовод, канализација, систем за наводњавање поља и исушивање мочвара видљиво су побољшали квалитет живота на полуострву. Град, са својим купатилима, позориштима и другим јавним институцијама је новина коју је домаће становништво веома лепо прихватило.
Од свих новина које су донели Римљани на Иберијско полуострво, најбитнији фактор романизације била је велика мрежа путева. Изграђено је неколико главних путева од којих су се гранали споредни путеви, сви прописно означени миљоказима на сваких 1.470 метара. Многи од путева су пратили речне токове, као Гвадалкивир, или пловне делове река Мињо, Дуеро, Тахо или Ебро. На овај начин, Римљани су веома олакшали кретање људи, комуникацију између градова и промет робе. Крајњи циљ овог грађевинског подухвата је био војне и економске природе: обезбеђење брзог евентуалног кретања војних трупа, као и повезивање производних и трговачких центара провинције са остатком царства, а нарочито са метрополом.

### Грађанство и друштвена организација
У току римских освајања, хиспанско друштво се састојало од две основне групе људи — робова и слободних људи. Међу слободним људима, разликовале су се три групе:
- Они који нису имали грађанско право и у тој групи се налазило углавном аутохтоно становништво.
- Они који су имали латинско грађанско право, латински грађани — савезници метрополе.
- Они који су имали римско грађанско право, особе које су биле рођене у Риму.

Од свих ових, само је трећа група — римски грађани — имала право на кандидовање и гласање на изборима за магистрате. Такође су уживали значајне фискалне и правне повластице.
Током Републике, аутохтоно становништво Хиспаније је углавном припадало првој групи — они који нису имали грађанска права. Међутим, с доласком царства и коначним завршетком етапе освајања, број грађана се повећавао захваљујући месним аристократама и људима којима је римско грађанско право било додељено као награда за заслуге. Наследни карактер грађанског права је допринео сталном повећању броја римских грађана међу становницима Хиспаније. Коначно, цар Веспазијан је 74. године доделио римско грађанско право свим слободним становницима Иберијског полуострва. Захваљујући томе, многи Хиспанци су се нашли у сенату, па чак и да се уздигну све до места римског принцепса, као што су то успели Трајан и Хадријан. Коначно изједначавање римских грађана и слободних становника осталих делова царства извршено је 212. године, када је цар Каракала доделио римско грађанско право свим слободним становницима царства.
Осим грађанског права, опште римско право је умногоме допринело стабилизацији и уједињењу хиспанског друштва и његовом све већем приближавању римском начину живота. Пре освајања, друштвена организација аутохтоног становништва је била разноврсна. Аутохтони народи Хиспаније су се налазили на нивоу напредне племенске заједнице у којој је основни принцип био колективизам. Рим је са својим високо развијеним административним и судским апаратом потпуно променио ту ситуацију — многобројне различите народе ујединио је у правном смислу у једну једину нацију, а с друге стране, такође је потпуно променио јавни живот, гарантујући права појединца, као на пример, право на приватну својину.

### Језик
Језик је такође имао веома битну улогу у романизацији Хиспаније. Латински језик, као муњевитом се брзином проширио на све освојене хиспанске територије. Међутим, утицај није био уједначен у свим деловима полуострва. Подложнији су били они крајеви који су иначе брзо прихватили романски начин живота — источна и меридионална медитеранска обала, као и већи градови. Рурални крајеви, унутрашњост као и северни део полуострва су дуже време задржали аутохтоне језике. Ово објашњава касније напоредо постојање романских језика као што су кастиљански (шпански), каталонски и галицијски заједно са другим језицима који нису имали везе са језиком освајача, од којих је једино успео да преживи баскијски језик.
Становништво Хиспаније је веома брзо схватило значај познавања латинског језика. Иако је до успостављања царства био подстицан билингвизам (двојезичност), било је јасно да је познавање латинског језика аутоматски доносило и друштвени напредак — латински је био званичан језик који је олакшавао комуникацију са властима, и такође је био "лингва франка" у трговини како на самој територији полуострва, тако и у читавом цивилизованом свету.

### Култура и религија
Становништво Хиспаније је такође веома лако асимиловало и религију у свом процесу прихватања римског начина живота. Иако претходна божанства нису нестала, у многим случајевима су се стопила са римским пантеоном, а преко њега и са хеленским. Неки су се одржали углавном у северним деловима полуострва, међутим главни принцип је био синкретизам. У Хиспанији били су познати Јупитер, Јунона и Минерва, као и Дијана, Марс, Венера, Меркур, Ескулап, који су полако заузимали место месних божанстава и у исто време преузимали многе од њихових особина. Овај процес је био бржи у урбаним центрима, а нарочито на обали Медитерана.
Међутим, нису се само богови римског пантеона доселили у Хиспанију. Појавила си се божанства и из других крајева света у којима су Римљани ратовали, и које су и они сами полако прихватали. Из Египта су стигли Изида и Серапис, Митра из Персије, Атаргатис из Сирије, Кибела из Мале Азије.
И на крају, из Јудеје, стићи ће први наговештаји хришћанства.

## Допринос колоније метрополи
Хиспанија је задовољавала потребе Рима у многим погледима. Од сировина до занатских производа, провинција је била богат извор производа који су били тражени у метрополи.

### Пољопривреда
Као медитеранска земља, Хиспанија је била погодно тло за развој пољопривреде. Најзаступљенији хиспански пољопривредни производи су били житарице, грожђе и маслине, као и разноврсно воће и поврће. 
Од житарица, жито као основа за хлеб који се делио плебсу и војсци, је било највише заступљено на хиспанским пољима. Иако је метропола конзумирала жито из Египта и са Сицилије, у кризним периодима хиспанско жито се често извозило у Рим и Италију.
Виногради и маслињаци су такође били веома распрострањени на полуострву. Најцењеније зоне по квалитету грожђа и маслина биле су територије данашње Андалузије и Каталоније.
Хиспанија је била и произвођач изузетно квалитетног воћа и поврћа. Култивација конопље и експлоатација шумских ресурса је била изузетно важна у бродоградњи.

### Сточарство и риболов
Астуријски и галицијски коњи су били на високој цени у метрополи. Екстремадура се истицала узгојем свиња. У Мезети, било је више заступљено овчарство, које је представљало добар основ за текстилну производњу захваљујући високом квалитету вуне.
Богатство медитеранских и атлантских, као и речних вода рибом био је основ производње усољене рибе у Хиспанији, веома цењене у метрополи.

### Рударство и занатство
Злато, сребро, бакар и гвожђе и други метали у којима је Италија оскудевала сачињавали су основни економски интерес Рима у Хиспанији. Каменоломи су такође били експлоатисани у јавним радовима. На пример, за чувени акведукт у Сеговији се употребило 240.000 гранитних блокова који долазе из каменолома планине Гвадараме.
Тканине из Хиспаније су биле на цени, упркос чињеници да нису биле толико фине као италијанске или источњачке, али су биле далеко јефтиније и зато су биле веома тражене на целом Иберијском полуострву. Изузетак су биле саге (лат. sagum), келтиберски огртачи од вуне који су били високо цењени чак и у самом Риму.
Једна од основа хиспанске економије биле су производња уља и конзервирање, заједно са експлоатацијом метала и узгојем жита. Познат производи су били хиспански гарум — рибљи сос који се у Риму сматрао афродизијаком, усољена риба (углавном туњевина), смокве из Сагунта или маслиново уље из Андалузије које је по квалитету могло да се такмичи са италијанским, и које је свој врхунац доживело у 2. веку, да би касније опала потражња због појаве северноафричког које је било јефтиније.
Андалузија и каталонска обала су били главни хиспански произвођачи вина које није било толико квалитетно као италијанско и грчко (зато су му се додавали зачини), али је такође било и јефтиније. Потрошња овог вина се ограничавала на полуострво и на друге провинције царства, како би се заштитили италски произвођачи, осим вина из Гадеса (данашњег Кадиза) које није било подвргнуто толиким ограничењима у извозу.
Производња усољене рибе је захтевала посуде у којима ће се чувати храна, што је подстакло развој производње амфора. Што се керамике тиче, истицале су се посуде рађене техником тера сигилата (лат. Terra sigillata) из Риохе, као и стакло из долине Гвадалкивира.

## Личности
Допринос Хиспаније метрополи није се ограничио само на пољоприреду, рударство и занатство. Људи су такође били вема цењен капитал. Римљани су искористили становништво Иберијског полуострва након завршетка освајања на два начина — претварали су их у робове или у војнике. Робови су били кључни мотор у рударству и земљорадњи. Сви хиспански ратни заробљеници претворени у робове су били одвођени у друге делове царства док су у Хиспанију довођени робови — ратни заробљеници из других провинција, као мера предострожности.
Многи римски војници су се женили хиспанским женама и оснивали хиспанороманске породице, што је било подстицано од стране државе, јер се мешање са аутохтоним становништвом видело као елеменат пацификације и основа стабилности царства.
Такође су многи спортисти, политичари, интелектуалци и уметници Римског царства били пореклом из Хиспаније.

### Интелектуалци и уметници
- Сенека Ретор 54. п. н. е.—39. н. е.)
- Сенека (4. п. н. е.—65 н. е.)
- Луције (39—65)
- Марцијал (40—104)
- Помпоније Мела, географ

### Државници
- Трајан (53—117)
- Хадријан (76—138)
- Теодосије I Велики (347—395)